# Beeria uniformis
Beeria uniformis är en fjärilsart som beskrevs av Rothschild 1913. Beeria uniformis ingår i släktet Beeria och familjen tofsspinnare. Inga underarter finns listade i Catalogue of Life.